# Marian Karol Leja
Marian Karol Leja (ur. 1928 w Łukowicy, zm. 2002 tamże) – polski rzeźbiarz i twórca ludowy.
Zdobył liczne nagrody w Polsce: w Warszawie, Świnoujściu i Lublinie, jak również za granicą, m.in. w Holandii, Niemczech i na Słowacji.